# Fram Reykjavík

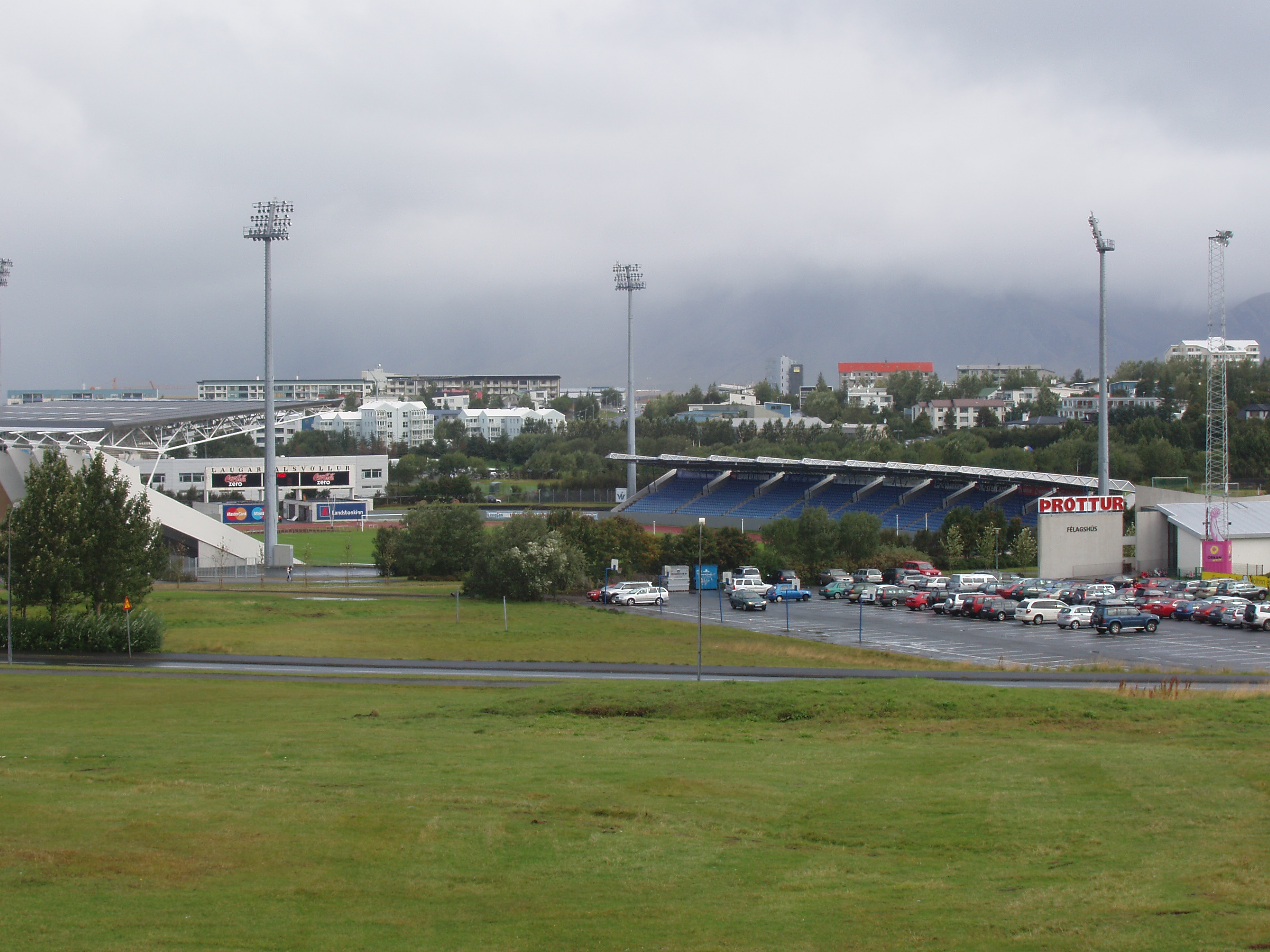
Pohled na stadión Framu

Knattspyrnufélagið Fram (doslova Vpřed) je islandský fotbalový klub z hlavního města Reykjavíku. Svá utkání hraje na stadiónu Laugardalsvöllur pro 15 000 diváků, který používá také islandská fotbalová reprezentace. Klubové barvy jsou modrá a bílá.

## Historie
Klub byl založen 1. května 1908. V roce 1912 byl spolu s Valurem a Knattspyrnufélag Reykjavíkur zakládajícím týmem islandské fotbalové ligy. Získal v ní osmnáct titulů, ale poslední v roce 1990. Několikrát z nejvyšší soutěže sestoupil, naposledy v roce 2005. Pak bylo mužstvo radikálně omlazeno, přišli do něj také angličtí bratři Tillenovi, odchovanci Chelsea FC. V červenci 2009 hrál Fram druhé předkolo Evropské ligy proti SK Sigma Olomouc, vypadl po výsledcích 1:1 a 0:2.

## Úspěchy

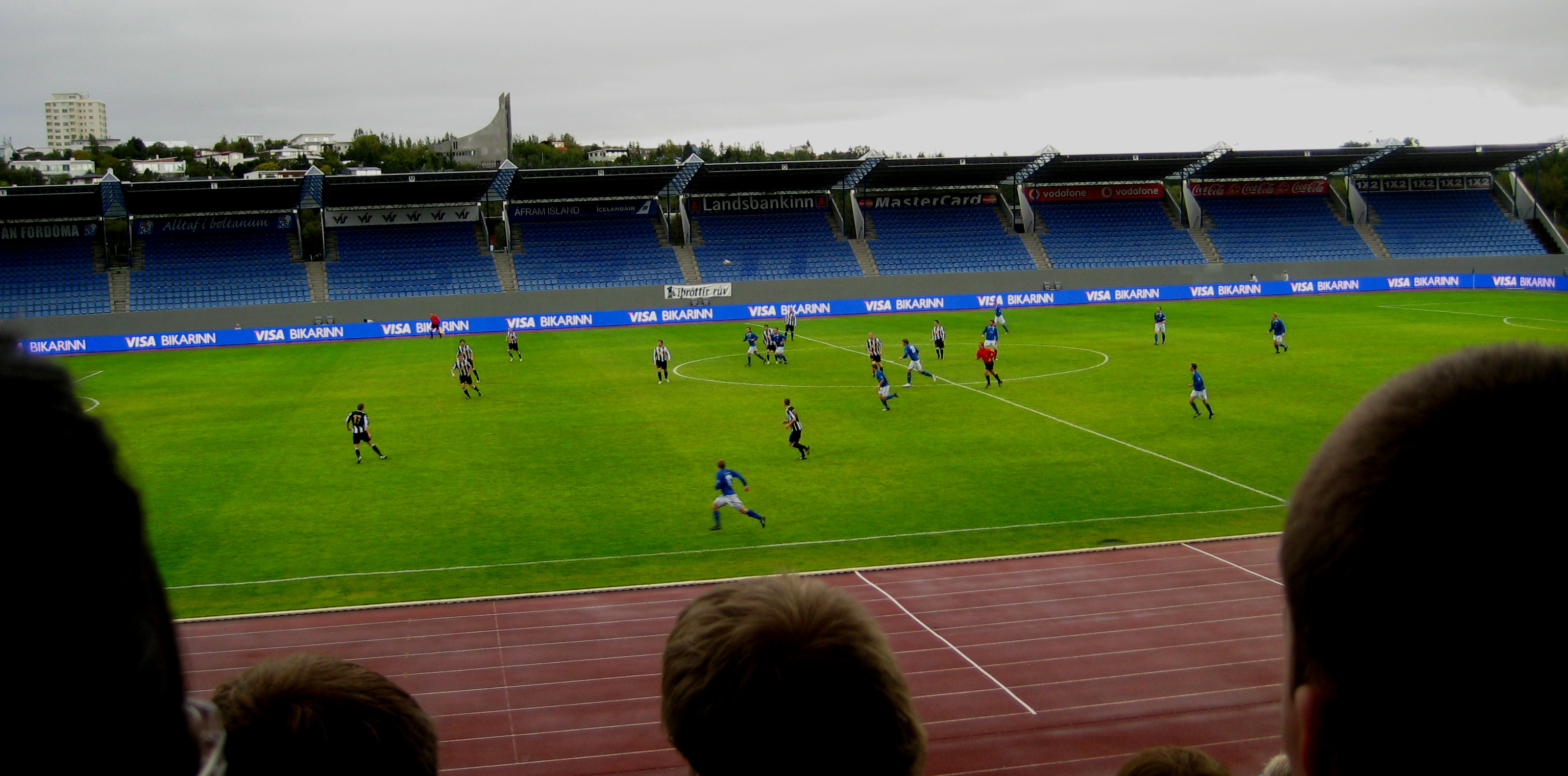
Hráči Framu (v modrém) při ligovém utkání proti KR, září 2009

- Islandská liga (18×): 1913, 1914, 1915, 1916, 1917, 1918, 1921, 1922, 1923, 1925, 1939, 1946, 1947, 1962, 1972, 1986, 1988, 1990
- Islandský fotbalový pohár (7×): 1970, 1973, 1979, 1980, 1985, 1987, 1989[2]

## Zajímavosti
- Kromě fotbalu se ve Framu provozují také házená a lyžování.
- Fanouškem Framu je filmový režisér Friðrik Þór Friðriksson.